# FFH-Gebiet Naturwald Stodthagen und angrenzende Hochmoore

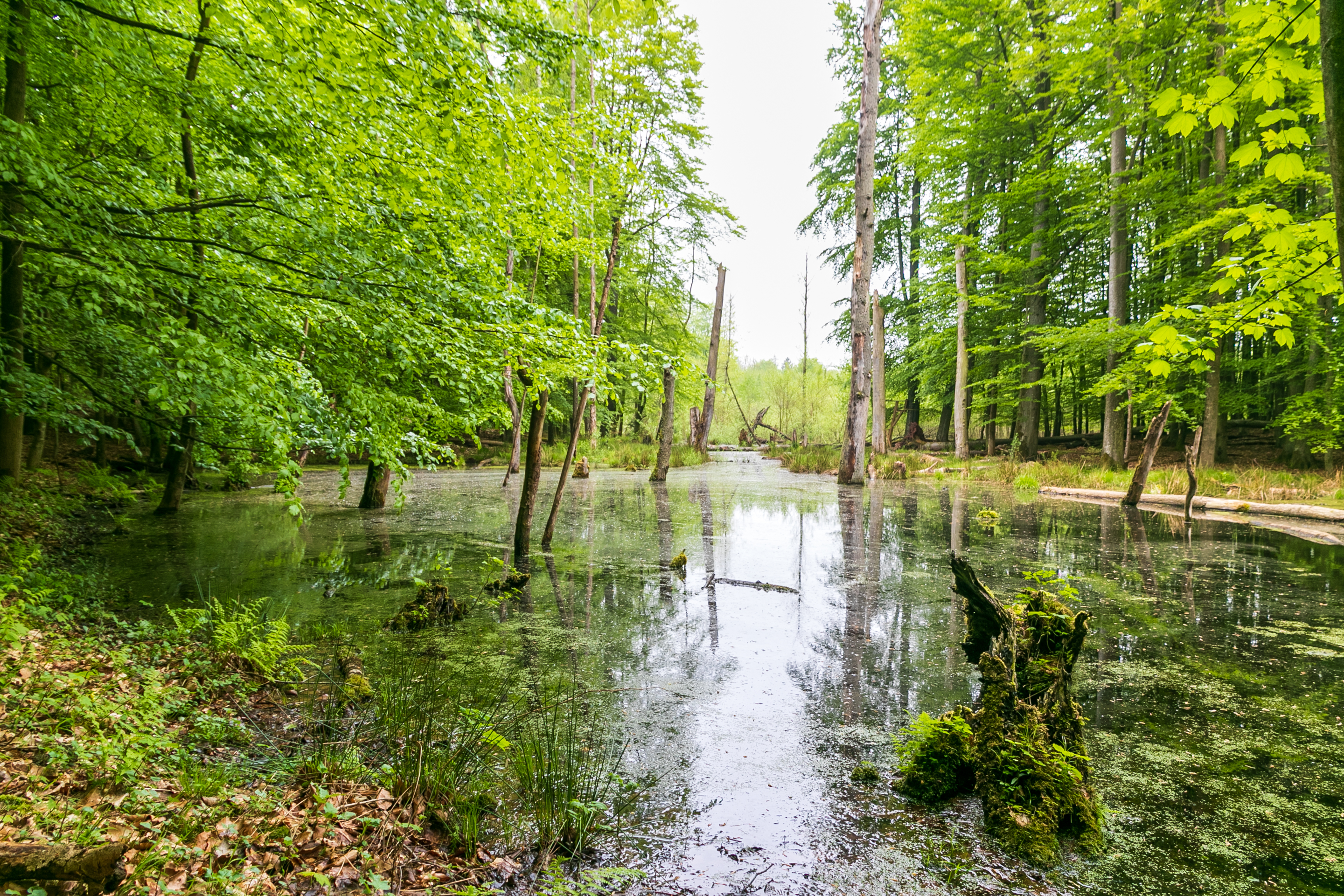
Bruchwald im FFH-Gebiet Stodthagen und angrenzende Hochmoore.

Das FFH-Gebiet Naturwald Stodthagen und angrenzende Hochmoore ist ein NATURA 2000 Schutzgebiet im Kreis Rendsburg-Eckernförde in Schleswig-Holstein. Das Kaltenhofer Moor und der Wald Stodthagen gelten als wichtiges Naherholungsgebiet. Sie sind durch ein von der Stiftung Naturschutz angelegtes Wegenetz erschlossen. Das Felmer Moor weist keine Wege auf, durch das Teilgebiet Stauner Moor verläuft ein Plattenweg, der von Spaziergängern genutzt wird.

## Geografische Lage und Naturraum
Das FFH-Gebiet besteht aus drei räumlich voneinander getrennten Gebieten. Insgesamt ist es 3,21 Quadratkilometer groß und liegt etwa 10 Kilometer nördlich von Kiel auf Teilbereichen der Gemeinden Felm, Dänischenhagen und Osdorf im Zentrum des „Dänischen Wohldes“.
Die drei Teilareale sind der Wald Stodthagen mit dem unmittelbar angrenzenden Kaltenhofer Moor sowie das Felmer und Stauner Moor mit angrenzendem Grünland.
Der Naturraum ist Teil der kuppigen Jungmoränenlandschaft des Schleswig-Holsteinischen Hügellandes. Sie ist von flachen Kuppen und zahlreichen abflusslosen Senken geprägt, die die nacheiszeitliche Moorentwicklung begünstigten. Die lehmigen, staunassen Böden bestehen hauptsächlich aus Pseudogleye sowie Parabraunerden aus Geschiebelehm bis -mergel.

### Das Kaltenhofer Moor

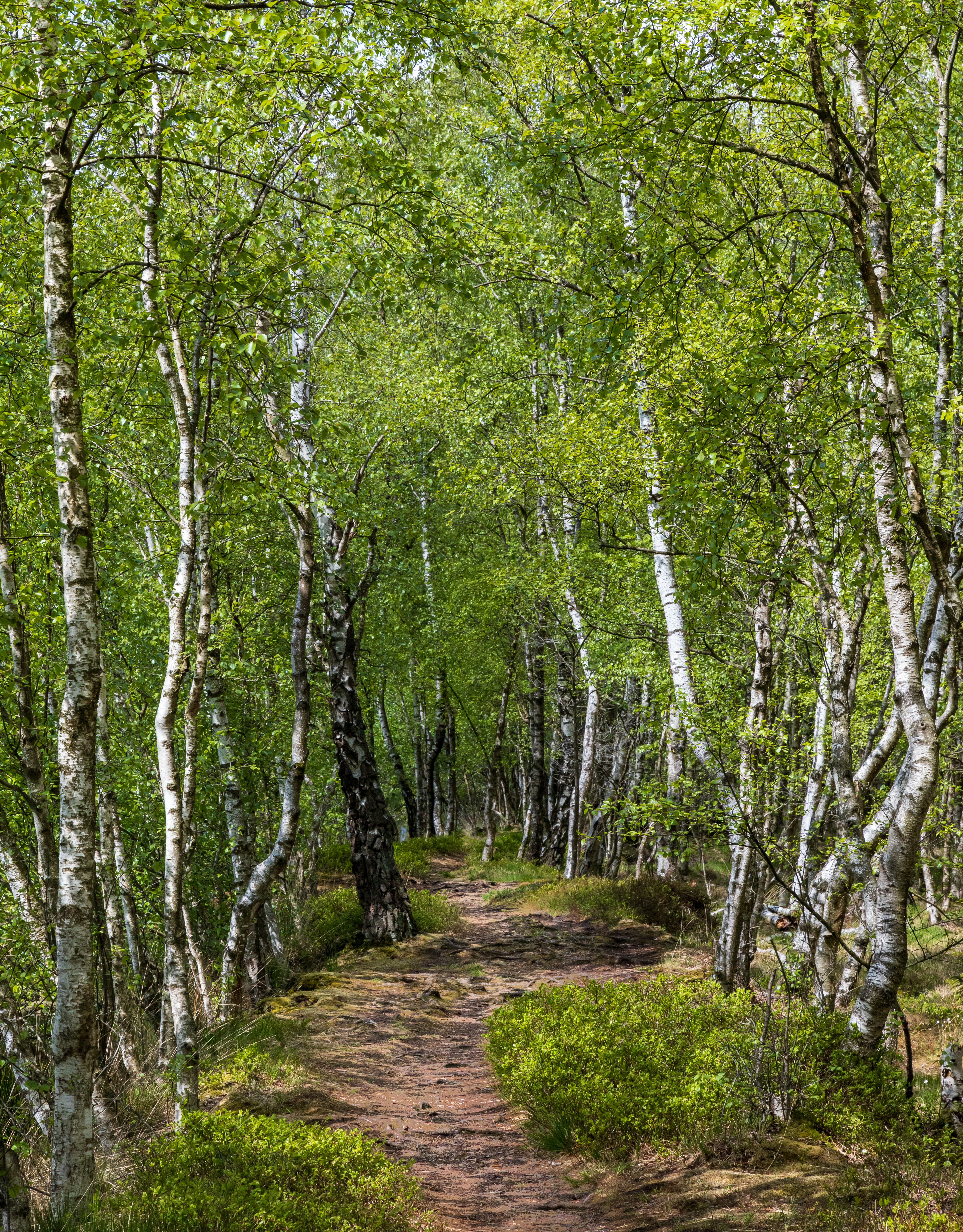
Weg durch den Birkenwald.

Das Kaltenhofer Moor entstand durch das Vernässen eines weichseleiszeitlichen Toteislochs. Dort begann vor etwa 5000 Jahren während des Atlantikums, einer nacheiszeitlichen Wärmeperiode, das Moorwachstum. Bis heute haben die Torfschichten sowie die darunterliegenden See- und Sumpfsedimente eine Mächtigkeit von neun Metern erreicht.

### Der Wald Stodthagen
Das Gebiet des Waldes Stodthagen ist seit etwa 1780 unverändert groß. Am östlichen Waldrand breitete sich während der Bronzezeit eine Lichtung aus, während das Zentrum seit etwa 11.000 Jahren kontinuierlich mit Wald bestanden ist. Dies ist, so das Land Schleswig-Holstein, besonders bemerkenswert, da Schleswig-Holstein bis auf etwa 3 Prozent Restwälder fast vollständig entwaldet war. Knapp 100 Jahre bewirtschaftete das Forstgut Stodthagen den Wald. Während der Zeit des Nationalsozialismus legten Reichsarbeitsdienst sowie später Kriegsgefangene und Häftlinge das Waldentwässerungssystem mit bis zu zwei Meter tiefen Entwässerungsgräben an. Die Stiftung Naturschutz, eine 1978 vom Land Schleswig-Holstein zur Förderung des Naturschutzes durch Flächensicherung gegründete Stiftung öffentlichen Rechts mit Sitz in Molfsee bei Kiel, erwarb im Jahre 2000 Flächen des Forstgutes Stodthagen. Die Stiftung ließ die ehemals entwässerten moorigen Senken des Waldes noch im selben Jahr durch Staue wieder vernässen.

### Das Felmer Moor
Das Teilareal des Felmer Moores besteht aus dem namensgebenden Felmer Moor sowie angrenzenden Wald- und Grünlandflächen. Es ist etwa 66 Hektar groß. Es besteht hauptsächlich aus degeneriertem Hochmoor und Moorwäldern. Es wird weiterhin entwässert, weshalb Moor und Moorwälder überwiegend einen schlechten Zustand haben. Die Grünlandflächen am Moorrand werden überwiegend stark entwässert und intensiv bewirtschaftet.

### Das Stauner Moor
Das Teilareal des Stauner Moores ist etwa 31 Hektar groß. Es besteht zum großen Teil aus Grünland, Knicks, Nadelgehölzen, die zusammen eine Fläche von 20 Hektar einnehmen. Hinzu kommen etwa 1,2 Hektar Erlen- und Weidenbrüche sowie 6,2 Hektar Birkenbruchwald. Etwa 3,4 Hektar der Fläche sind zur Zeit der Kartierung als Lebensraumtyp ausgebildet.

## Flora und Fauna

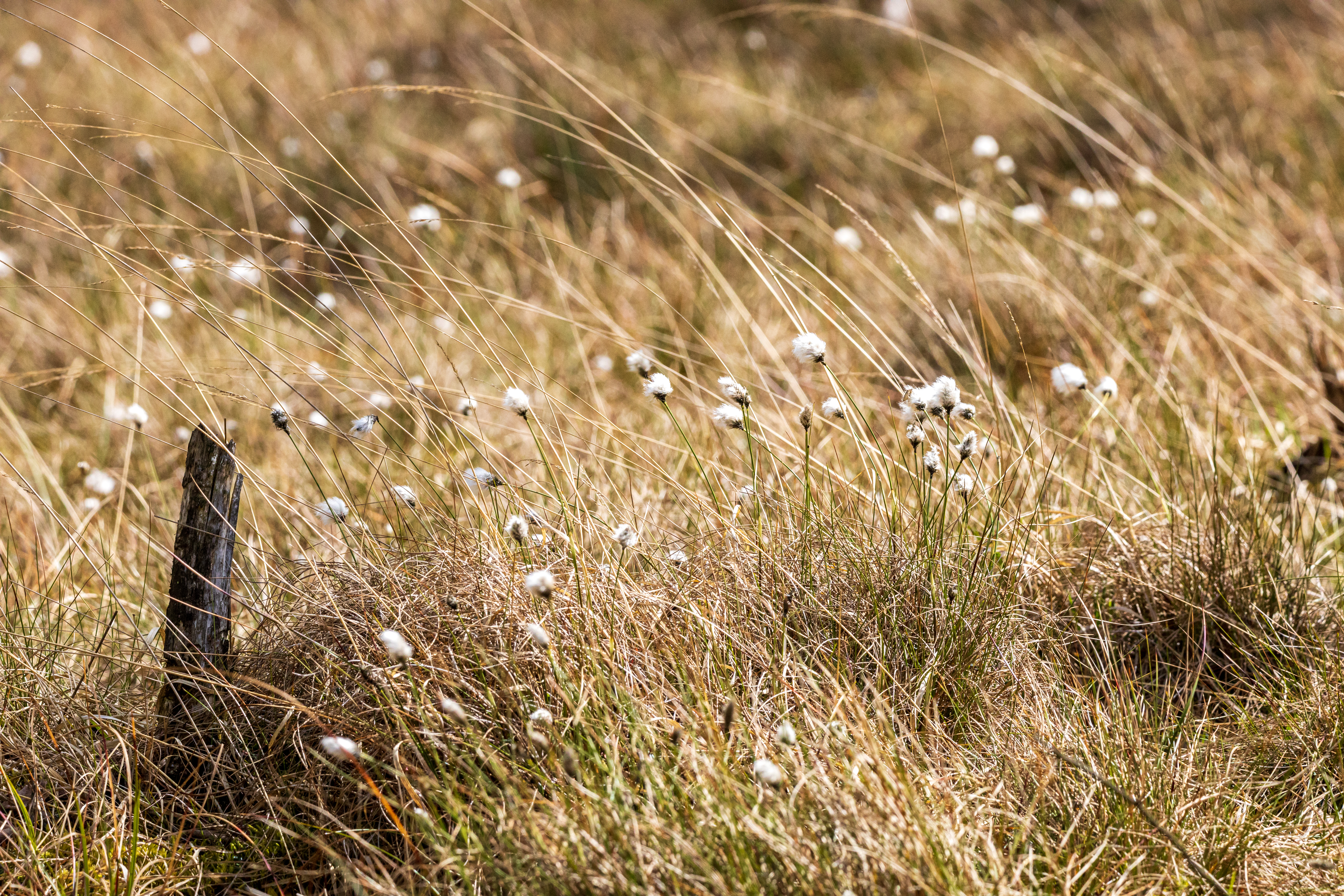
Pfeifen-Wollgras

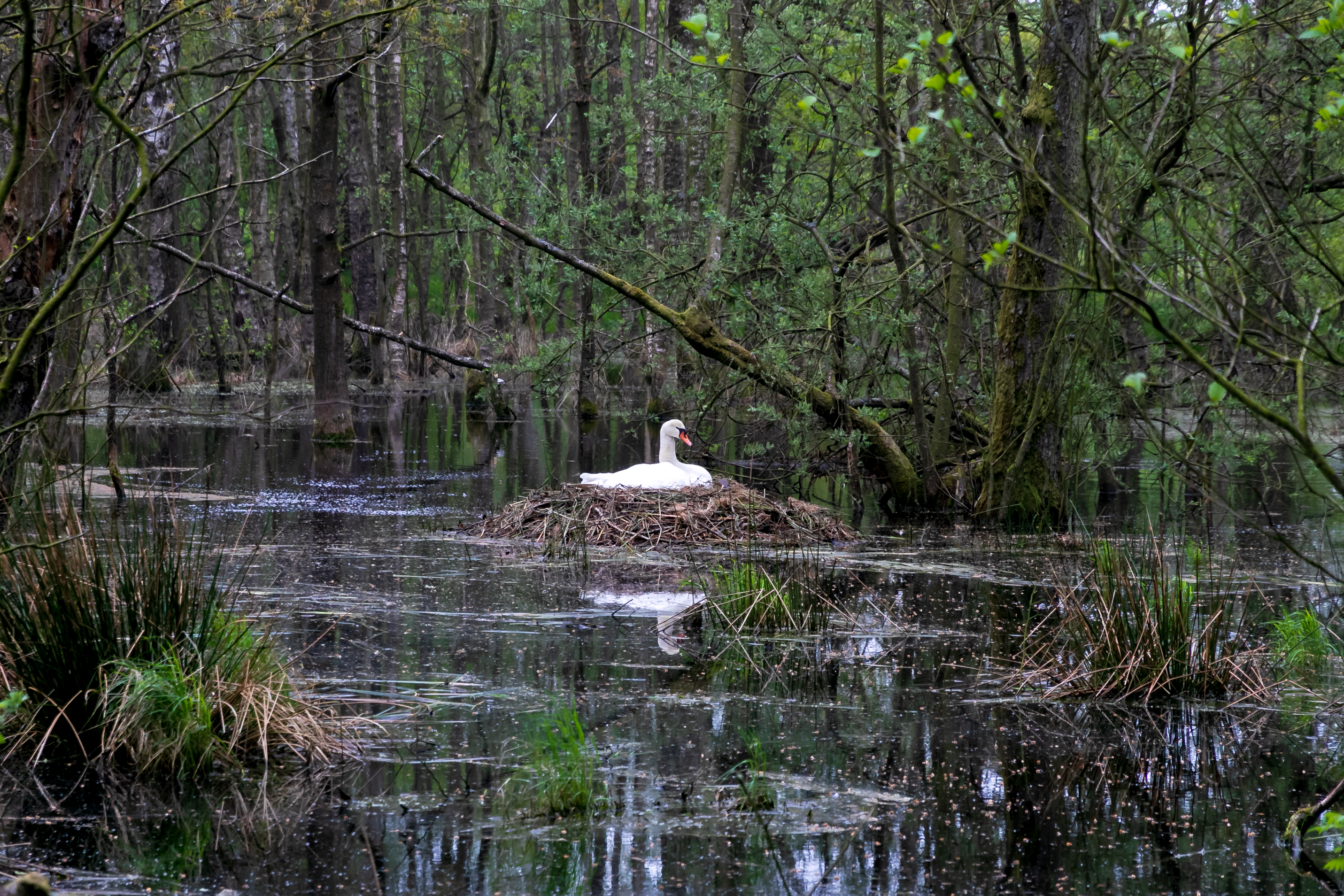
Brütender Schwan.

Das Gebiet gilt wegen der Vielzahl an vorkommenden Lebensraumtypen und seinem hohen Wert als Lebensraum seltener, streng geschützter Arten. Der Naturwald besteht vornehmlich aus teilweise mehr als 100 Jahre alten Hainsimsen-Buchen- und Waldmeisterbuchenwäldern, in denen sich zahlreiche feuchte, teilweise vermoorte Senken sowie mit Nadelgehölzen bewachsene Flächen befinden. Die durch die Entwässerung trockengelegten Moorflächen forstete man mit Sitkafichte und später mit Rotfichte auf. Vereinzelt wurden Lärchen und Douglasien gepflanzt. Seit dem Kauf des Forstgutes durch die Stiftung Naturschutz werden die Laubwälder nicht mehr forstwirtschaftlich genutzt, während die Nadelbäume bis 2020 nach und nach entnommen werden sollen. Ohne menschlichen Einfluss entwickeln sich auf den Freiflächen neben Brombeergebüschen und Holunder auch Pionierwälder mit Moorbirken und Ebereschen sowie Bestände mit Buchen und Eichen.
Den Bereich der Verlandungsmoore dominieren insbesondere im Bereich des Naturschutzgebietes Kaltenhofer Moor sowie des Felmer Moores wiedervernässte und renaturierte Handtorfstiche. An den Rändern der naturnahen und offenen Hochmoore und in flächigen älteren Torfstichen hat sich ein Moorwald in Form von torfmoosreichen Birkenbruchwäldern entwickelt.
Im Bereich des Stauner Moores dominieren aufgrund der starken Entwässerung Erlen- und Birkenbruchwald. Die Grünlandbereiche sind durch die Entwässerung stark beeinträchtigt, sodass nur in einem kleinen Teilbereich eine Pfeifengraswiese erhalten blieb.
Die Moore und Wälder des FFH-Gebietes sind Lebensraum geschützter Arten wie Kammmolch, Moor- und Laubfrosch, Rotbauchunke sowie der Libellenart Große Moosjungfer. Zudem wurden in dem Gebiet Vogelarten wie Wespenbussard und Kranich gesichtet.